# Петр Фіала
Петр Фіала (чеськ. Petr Fiala; нар. 1 вересня 1964, Брно, Чехословаччина) — чеський політолог і політик, керівник Громадянської демократичної партії з 2014 року. Прем'єр-міністр Чехії з 28 листопада 2021 року.

## Життєпис
1988 року закінчив вивчати чеську філологію та історію мистецтв в Університеті імені Яна Евангеліста Пуркинє (перейменований 1990 року на Університет Масарика). 1989 року здобув ступінь доктора філософії. Працював істориком у регіональному музеї в Кромержижі, а в другій половині 80-х років співпрацював із опозиційними освітніми колами. Після політичних змін він недовго був журналістом і видавцем, а потім повернувся до наукової діяльності. З 1990 року був професійно пов'язаний з рідним університетом, очолював кафедру політології та факультет суспільних наук. 2002 року обійняв посаду професора. У 2004—2011 роках був ректором Університету Масарика, потім до 2012 року — проректором. Два роки він очолював конференцію чеських ректорів.
2011 року став державним радником із питань освіти. У травні 2012 року ввійшов до уряду Петра Нечаса, обійнявши посаду міністра освіти, молоді та спорту. Покинув посаду з усією Радою міністрів у липні 2013 року. Того ж року Фіала приєднався до Громадянської демократичної партії. Від неї на парламентських виборах був обраний членом Палати депутатів. У січні 2014 року його обрали головою ГДП. На виборах 2017 та 2021 років успішно балотувався на повторних виборах до парламенту.
2020 — став лідером правої коаліції SPOLU, до складу якої входять консервативна Громадянсько-демократична партія, Християнсько-демократичний союз і консервативно-ліберальний ТОП 09. Ця коаліція перемогла на парламентських виборах у жовтні 2021 року та сформувала урядову коаліцію з ліберальними піратами та рухом мерів. Прем'єр-міністром став Петро Фіала.
Після повномасштабного вторгнення РФ до України Петр Фіала та його уряд зайняли жорстку позицію щодо Росії. Фіала захищає суворі антиросійські санкції та підтримує вступ України до ЄС. 15 березня 2022 року Фіала разом із прем'єр-міністром Польщі Моравецьким та прем'єр-міністром Словенії Яншою офіційно відвідав Україну. Метою візиту було вираження підтримки України, а також презентація допомоги ЄС Україні. Багато світових журналістів і політиків цей візит кваліфікували як сміливий та історичний.

## Громадська діяльність
У вісімдесятих роках Петр Фіала займався незалежною громадською діяльністю, у 1984—1989 брав участь у так званому підпільному університеті, квартирних семінарах з політичної філософії в Брно, був учасником у неофіційній християнській діяльності, головою якої був єпископ Станіслав Краткі. Разом із кількома студентами з Брно заснував і видавав університетський часопис «Revue 88» у 1988—1989 роках.

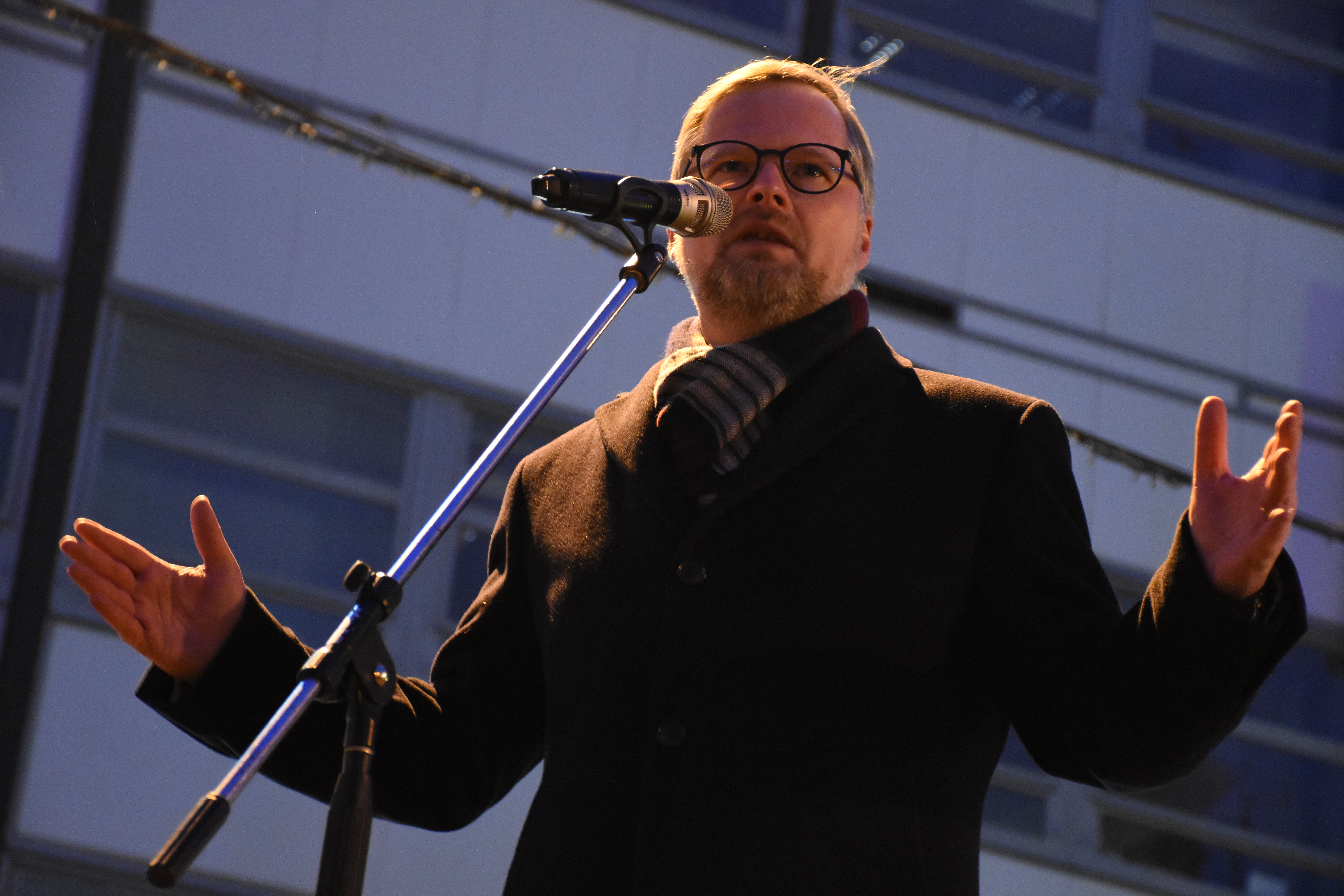
Петр Фіала на демонстрації проти обрання Зденека Ондрачека головою контрольної комісії GIBS, 2018 рік

Після листопада 1989 року продовжив видавничу та громадську діяльність, працюючи редактором, у журналах «Proglas», «Revue Politika», «Kontexty» тощо. У 1993 році Фіала та його друзі заснували громадську асоціацію Центр дослідження демократії та культури (CDK), аналітичний центр, який став однією з найуспішніших некомерційних освітніх і культурних організацій. У 2005—2009 роках неодноразово обирався заступником голови, у 2009—2011 роках головою Чеської конференції ректорів, на міжнародному рівні був членом Ради Європейської Асоціації Університетів (2009—2011).
Фіала є членом багатьох наукових і академічних рад державних і приватних університетів і науково-дослідних установ у Чехії та за кордоном. За наукову діяльність отримав численні нагороди, у 2011 році нагороджений Золотою медаллю Президента Республіки.
Петр Фіала є головою ради директорів незалежного аналітичного центру Правий берег, метою якого є сприяння створенню ідеологічного підґрунтя правої ліберально-консервативної політики.
27 лютого 2022 року брав участь у демонстрації на Вацлавській площі на підтримку України у відповідь на напад Росії на Україну, виступивши на ній з промовою.
У 2005 році був членом комісії на конкурсі чеських і моравських вин TOP 77.

## Політичні переконання

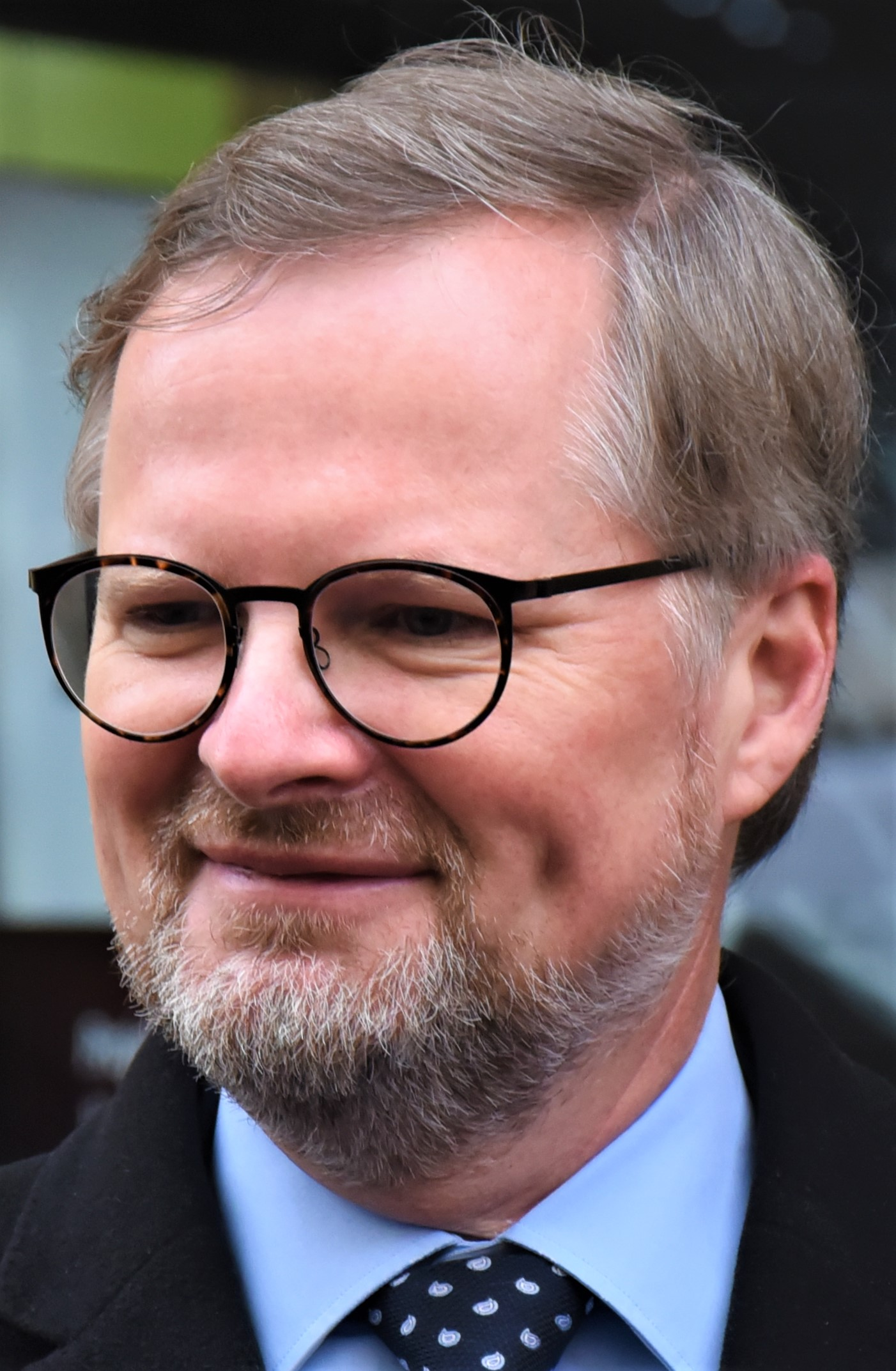
Петр Фіала, 2019 рік

У жовтні 2015 року він закликав до військового вторгнення західних сухопутних військ на Близький Схід, оскільки, за словами Фіали «ми не вирішимо проблему хвилі міграції та дестабілізації Близького Сходу та Північної Африки, якщо не вдамося до військових дій». Також, він відкинув участь Росії у війні проти Ісламської держави.

У серпні 2016 року Фіала заявив:
Радикальний іслам воює з Європою … чеський уряд не повинен був погоджуватися на безглузду міграційну політику ЄС, не допускаючи квот і не приймаючи мігрантів, які становлять ризик.
У червні 2018 року, вшановуючи пам'ять переміщених осіб і біженців, канцлер Німеччини Ангела Меркель засудила примусове переміщення німців із Чехословаччини та інших країн Центральної та Східної Європи після Другої світової війни. На що Фіала відповів на заяви канцлера Меркель про відсутність моральних і політичних виправдань для вигнання німецьких меншин, сказавши, що «викидання речей минулого та їх одностороння інтерпретація, звичайно, не сприяє розвитку взаємних відносин».
Фіала являвся противником виведення чеських солдатів з війни в Афганістані, тому що «від бою нікуди не втечеш». У жовтні 2019 року він засудив військову агресію Туреччини, члена НАТО, яка була спрямована проти курдів на території Рожави що на півночі Сирії, заявивши: «Ситуація на Близькому Сході значно погіршилася після турецької військової операції на Півночі Сирії».
Він привітав перемогу польської правлячої партії «Право і справедливість» (PiS) на парламентських виборах у Польщі в жовтні 2019 року та нагадав, що ODS і PiS вже давно співпрацюють у спільній фракції в Європарламенті. Це обмежило негативний вплив видобутку корисних копалин на території Чехії в польській шахті бурого вугілля Турув поблизу чеського кордону.
Петр Фіала підтримує Ізраїль та його політику. Він розкритикував міністра закордонних справ Томаша Петржічека, міністра культури Любомира Заоралека та колишнього міністра закордонних справ Карела Шварценберга за їхню спільну заяву 23 травня 2020 року, в якій вони засудили заплановану Ізраїлем анексію єврейських поселень, які Ізраїль будував із 1967 року на спірній території Західного берега.
На початку червня 2020 року невідомі облили статую британського прем'єр-міністра Вінстона Черчилля, що в Празі, написом «Він був расистом. Black Lives Matter». Фіала засудив вандалізм статуї Черчилля, заявивши, що пошкодження статуї «великого політика-демократа Вінстона Черчилля, який зіграв вагому роль у розгромі Адольфа Гітлера» було «дурним і ганебним».
Він заперечив будь-яку участь Росії та Китаю в будівництві нового енергоблоку Дукованської атомної електростанції. Щодо впливу людини на поточну зміну клімату, він заявив, що «відповідь не зовсім однозначна».
Перед виборами до Палати депутатів у жовтні 2021 року він критикував Європейський зелений курс, набір політичних ініціатив Єврокомісії, який включає, заборону на продаж нових бензинових і дизельних автомобілів з 2035 року, однак ще у травні 2021 року він написав, що "Зелена угода — це реальність. Немає сенсу міркувати про те, як могло бути інакше. Тепер ми повинні використати можливість модернізувати чеську економіку та підвищити якість життя, інвестуючи у сталий розвиток, відновлювані ресурси та циркулярну економіку.
Фіала попереджав про зростаючий державний борг Чеської Республіки та заявив, що «державні витрати за останні кілька років зросли на 600 мільярдів крон, тобто на 50 відсотків, і нам досі потрібно позичати на погашення його». Він відмовився підвищувати податки і боровся із заборгованістю держави шляхом скорочення державних витрат.
Виступає проти одностатевих шлюбів, написавши у своїй книзі «Від А до Я», що «ніхто не може змусити мене, щоб я повірив, що люди однієї статі повинні створювати шлюб і сім'ю, рівну природній».
Петр Фіала назвав президента Росії Володимира Путіна військовим злочинцем і привітав ордер на арешт, виданий Міжнародним кримінальним судом у Гаазі для Путіна в березні 2023 року.

## Нагороди
- Орден князя Ярослава Мудрого I ст. (Україна, 31 жовтня 2022) — за визначний особистий внесок у розвиток українсько-чеського міждержавного співробітництва, підтримку незалежності та територіальної цілісності України[36]

## Галерея

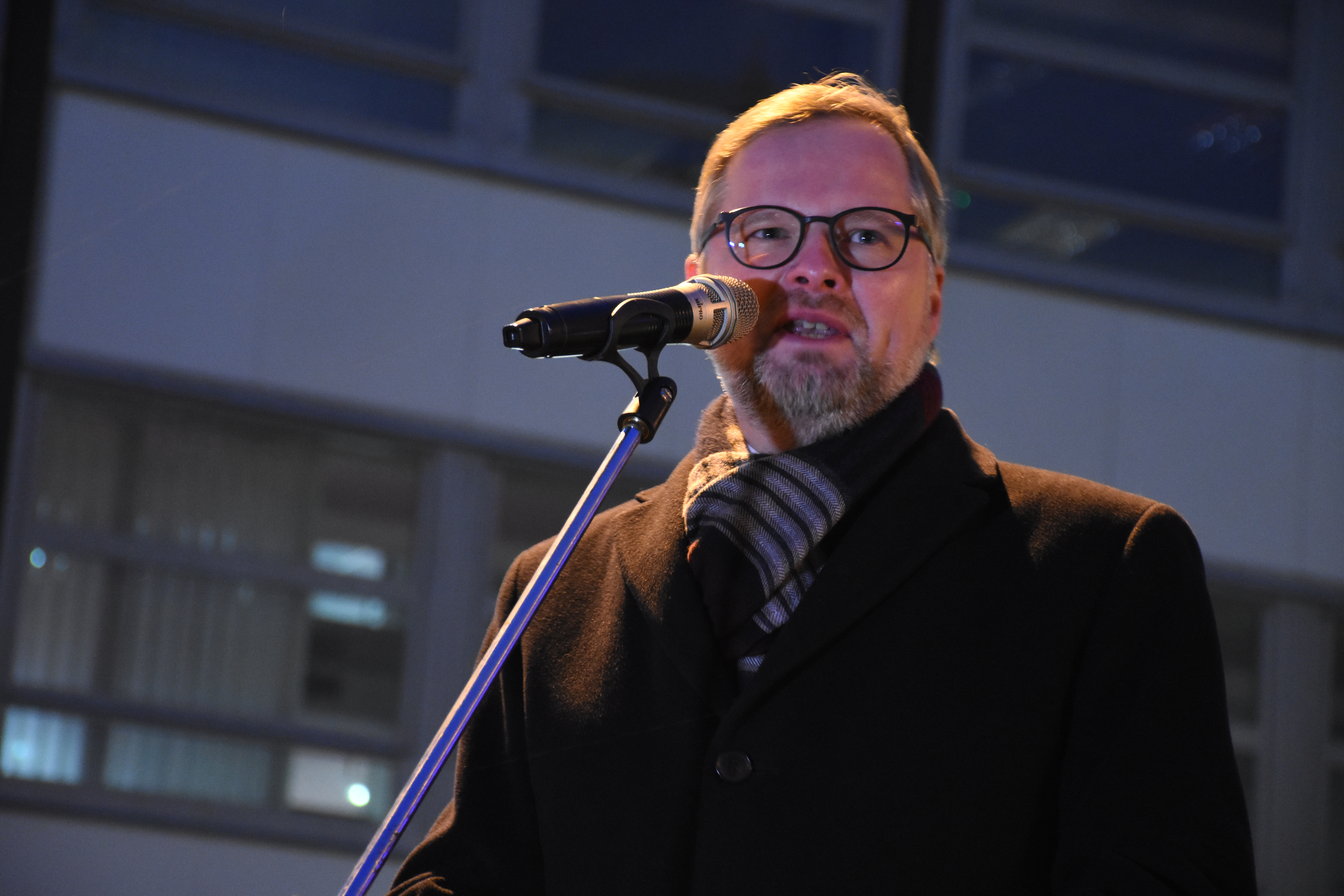
Петр Фіала виступає на демонстрації, 2018
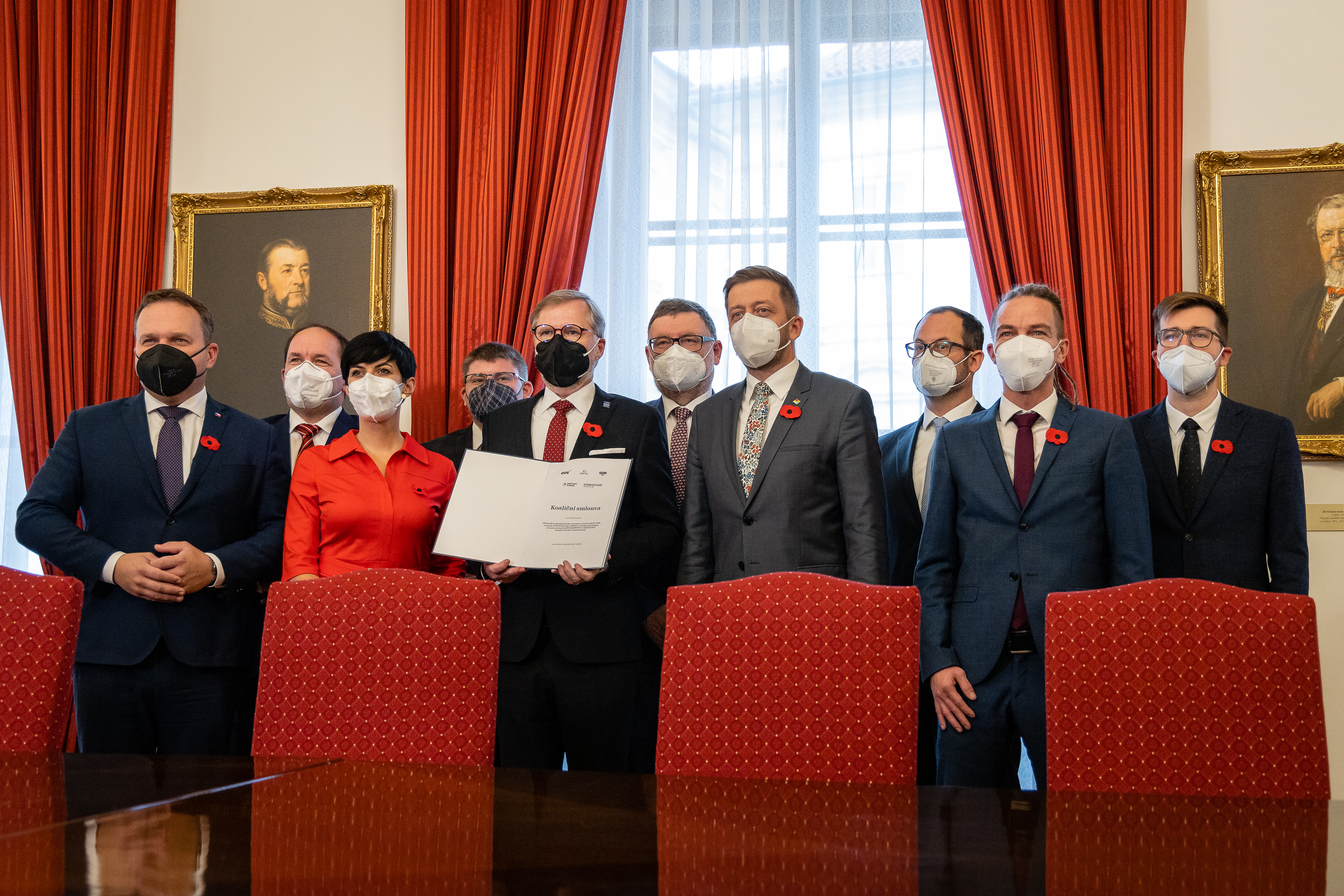
Основні представники владних партій після підписання коаліційної угоди 2022 р.
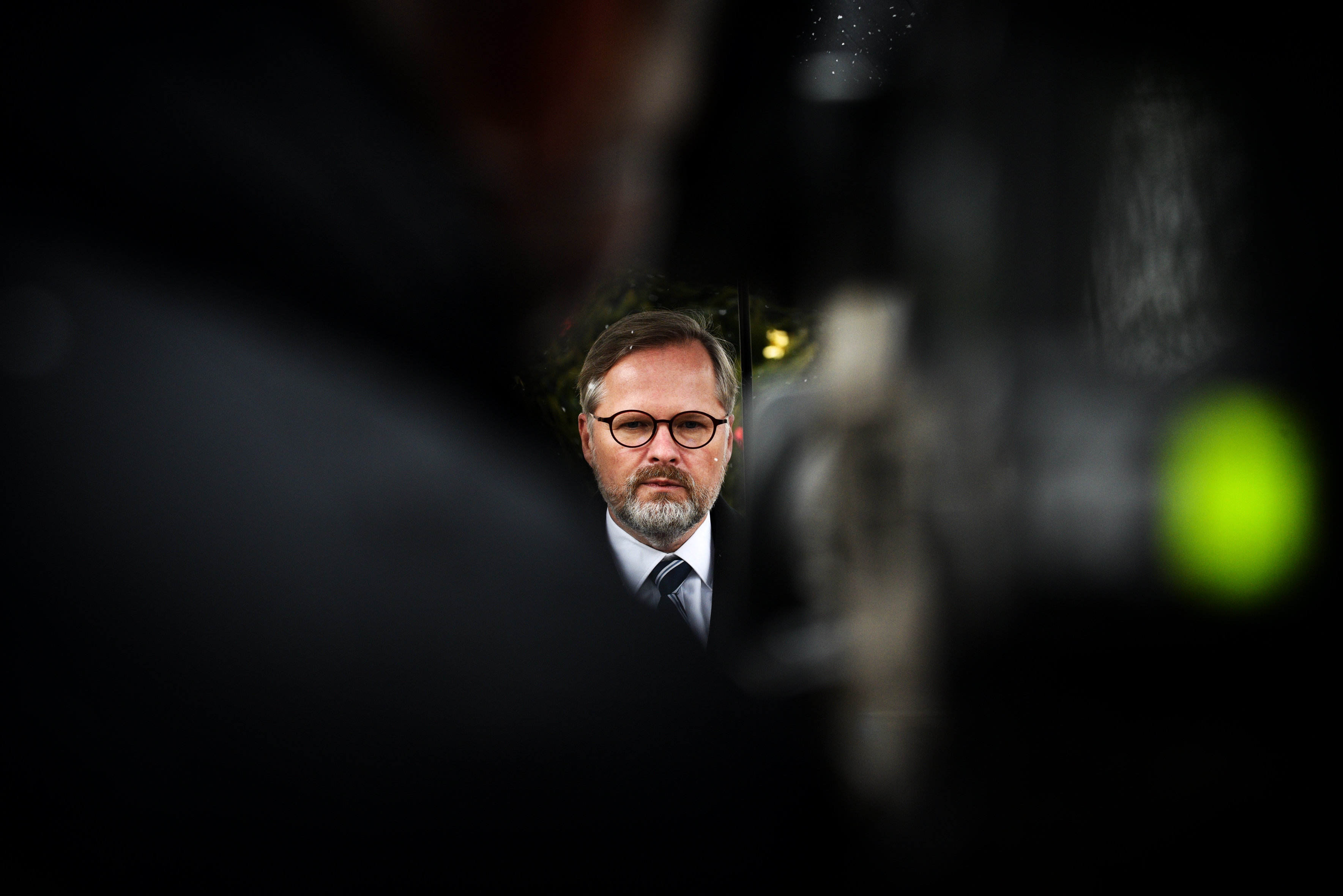
Петра Фіала після призначення прем’єр-міністром
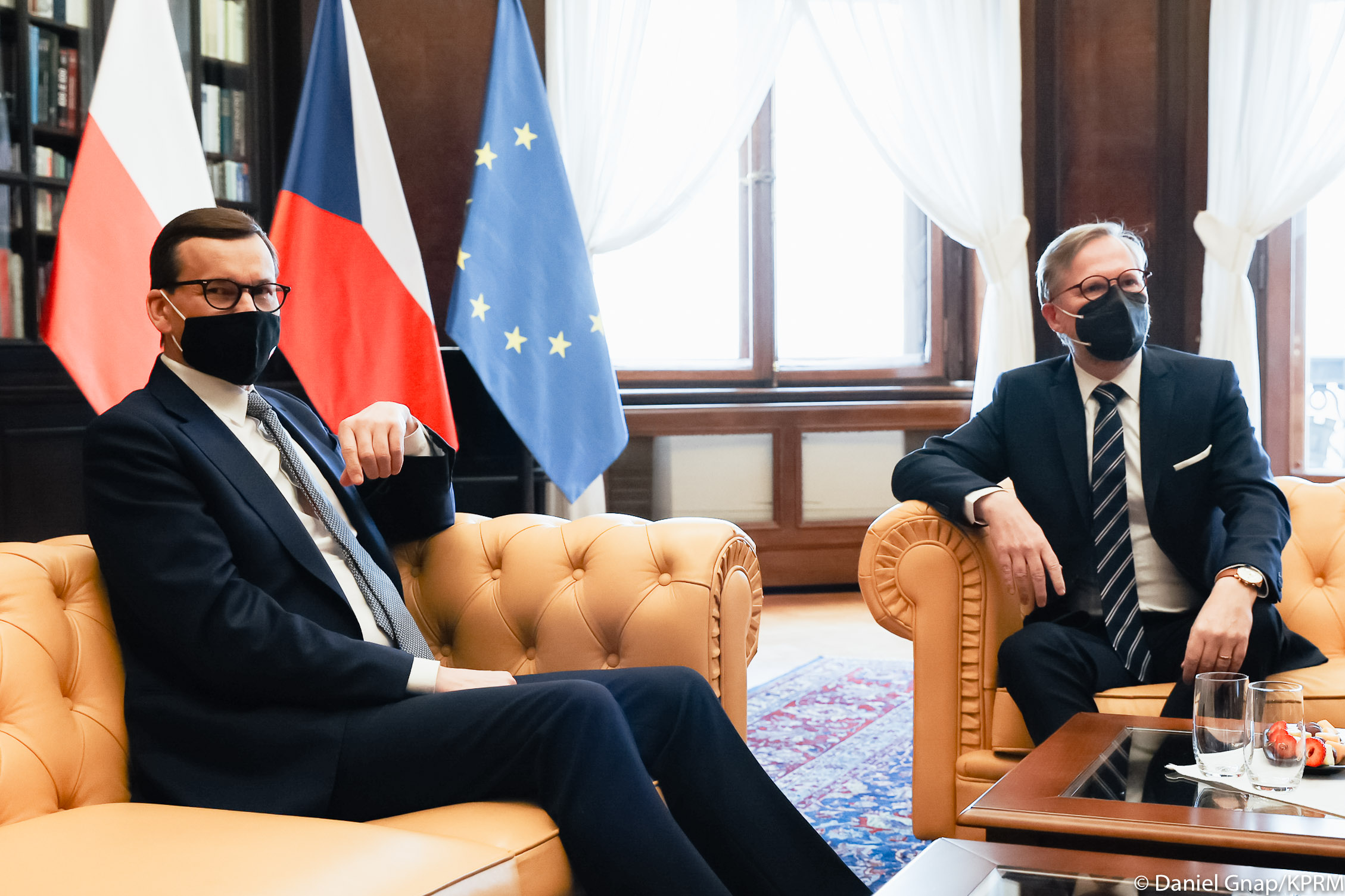
Петр Фіала під час візиту прем'єр-міністра Польщі Моравецького до Праги, 2022 рік
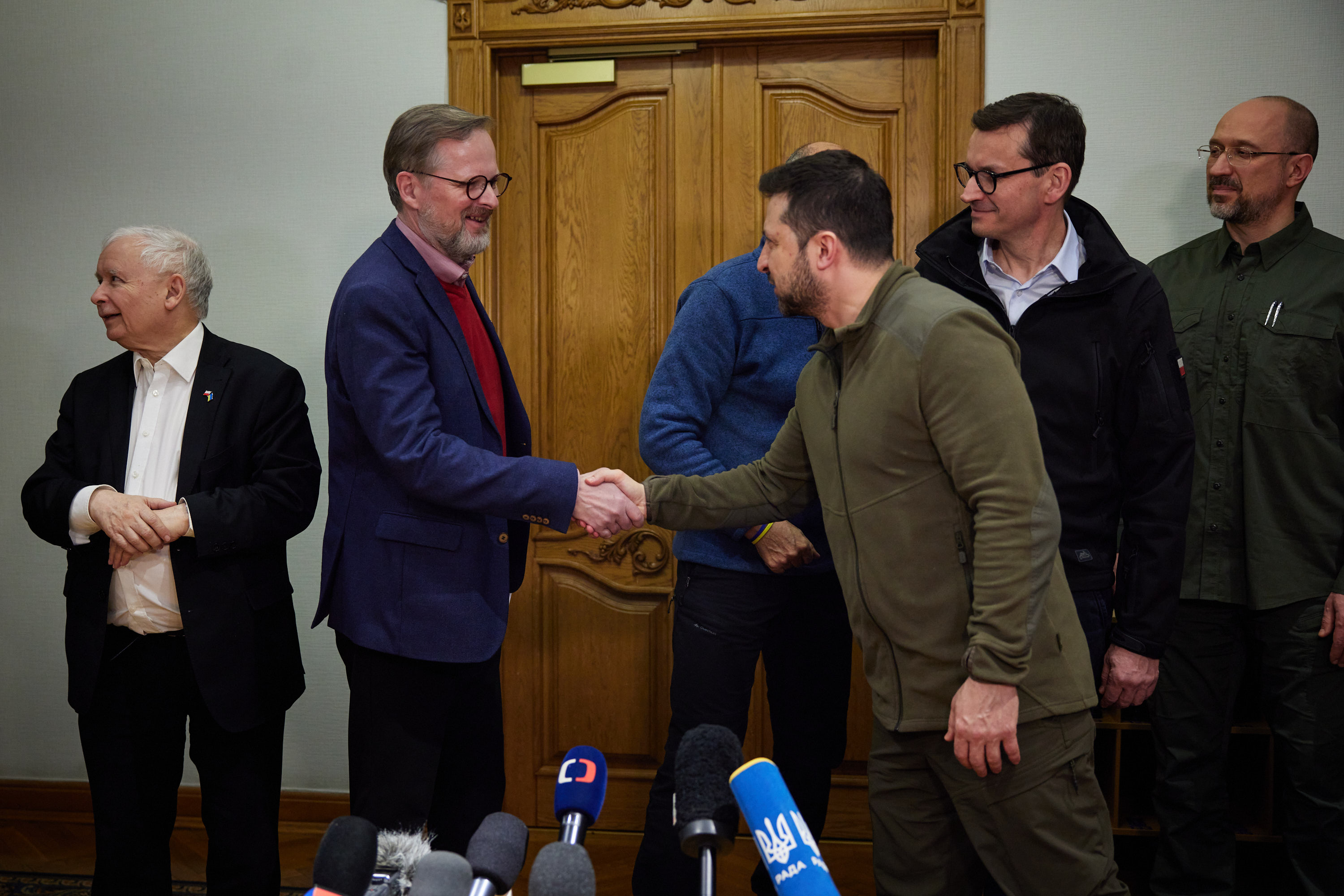
Петро Фіала на зустрічі з Президентом України Володимиром Зеленським у Києві разом з іншими представниками Європи, 15 березня 2022 р.
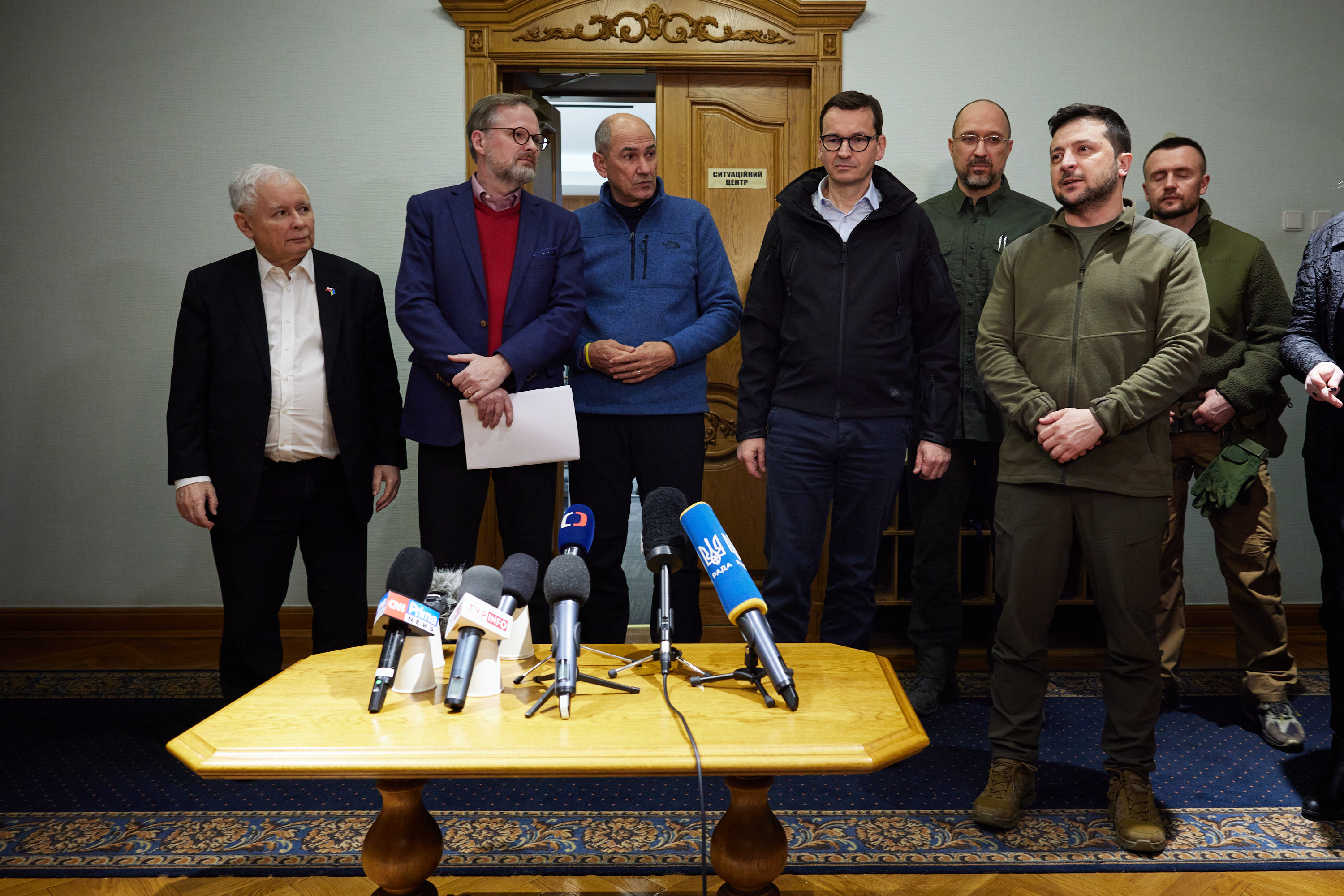
Петро Фіала на зустрічі з Президентом України Володимиром Зеленським у Києві разом з іншими представниками Європи, 15 березня 2022 р.
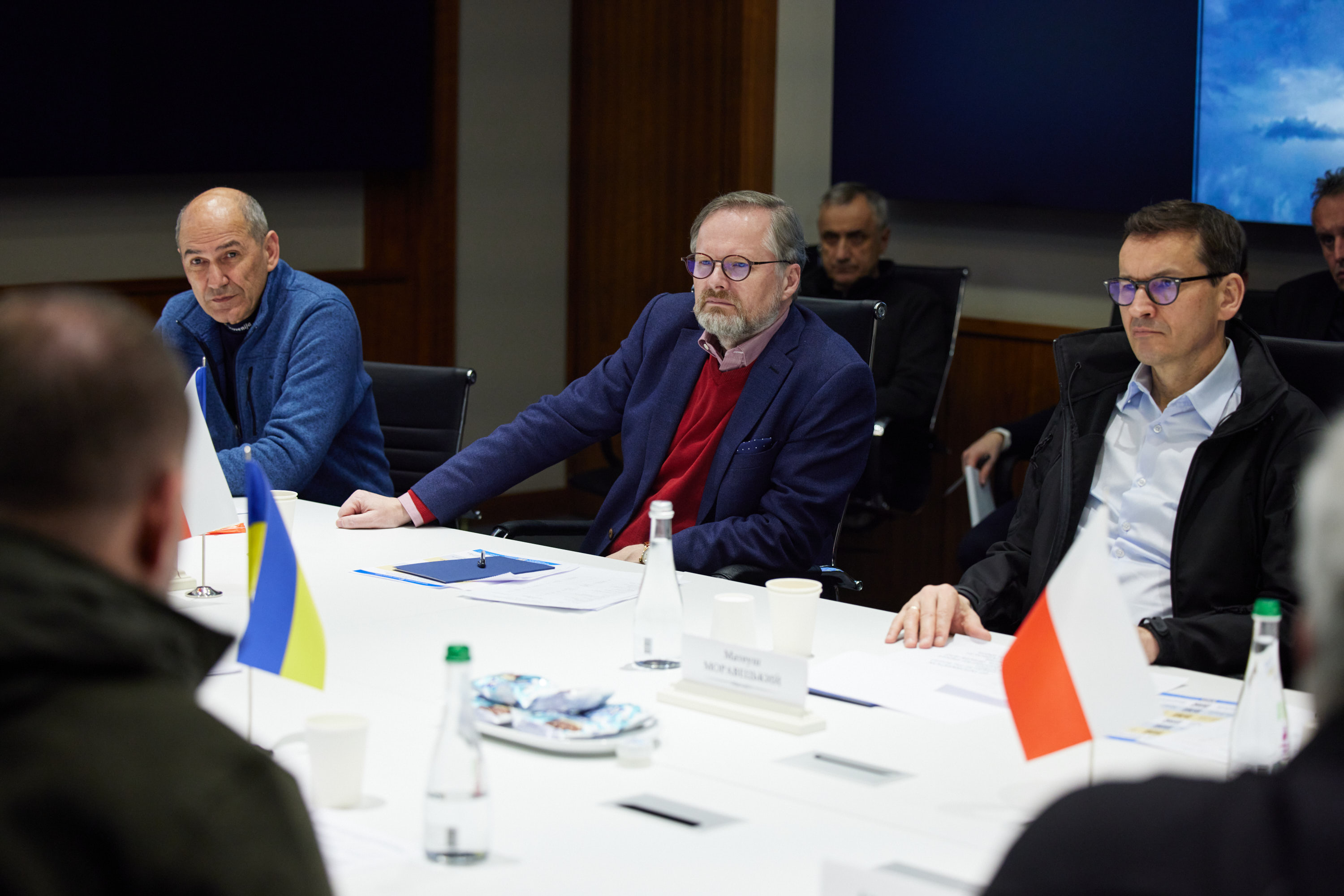
Петро Фіала на зустрічі з Президентом України Володимиром Зеленським у Києві разом з іншими представниками Європи, 15 березня 2022 р.
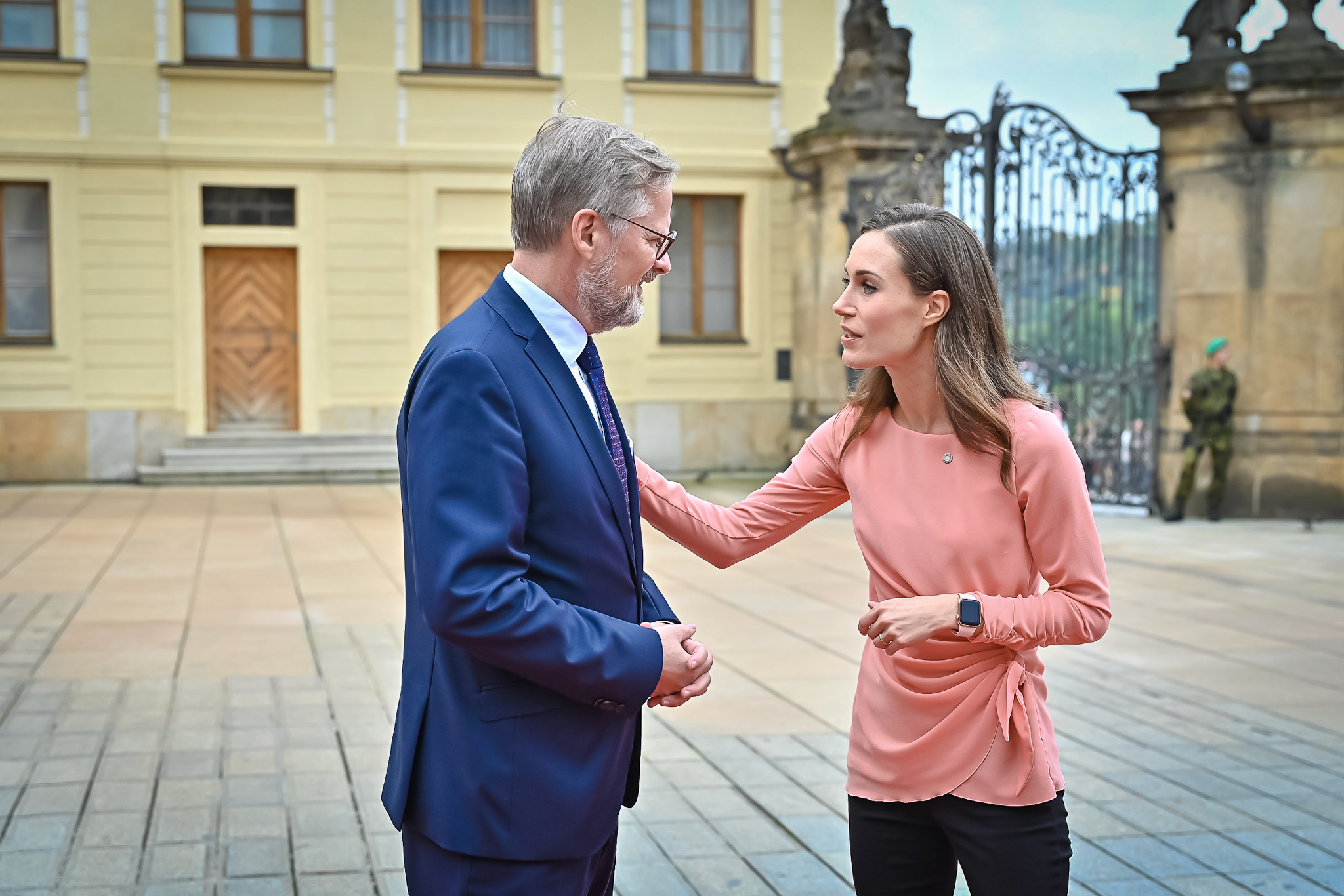
У Празькому Граді з прем’єр-міністром Фінляндії Санною Марін на саміті EPS
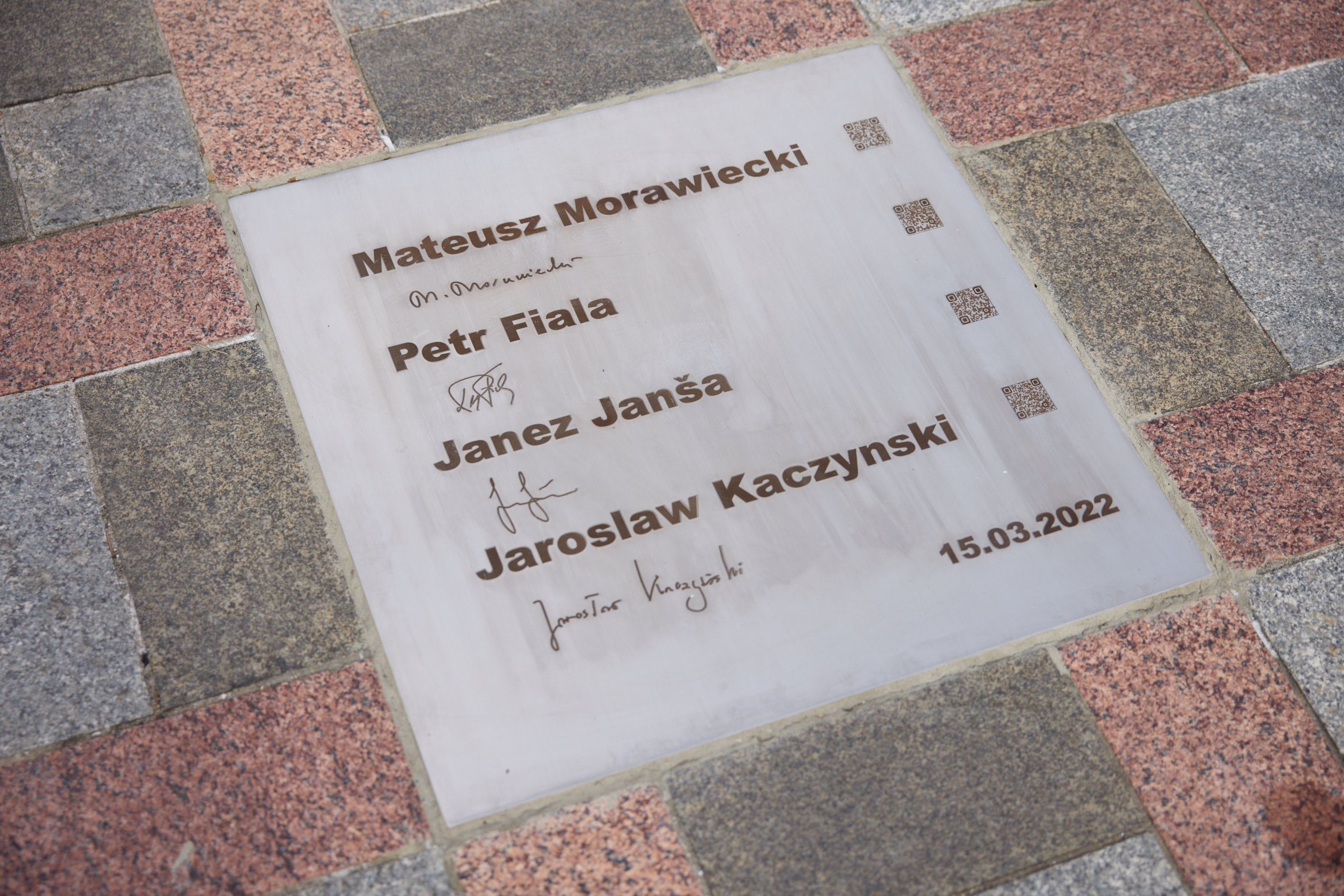
Ім'я Петра Фіали на київській алеї "Ході хоробрих"
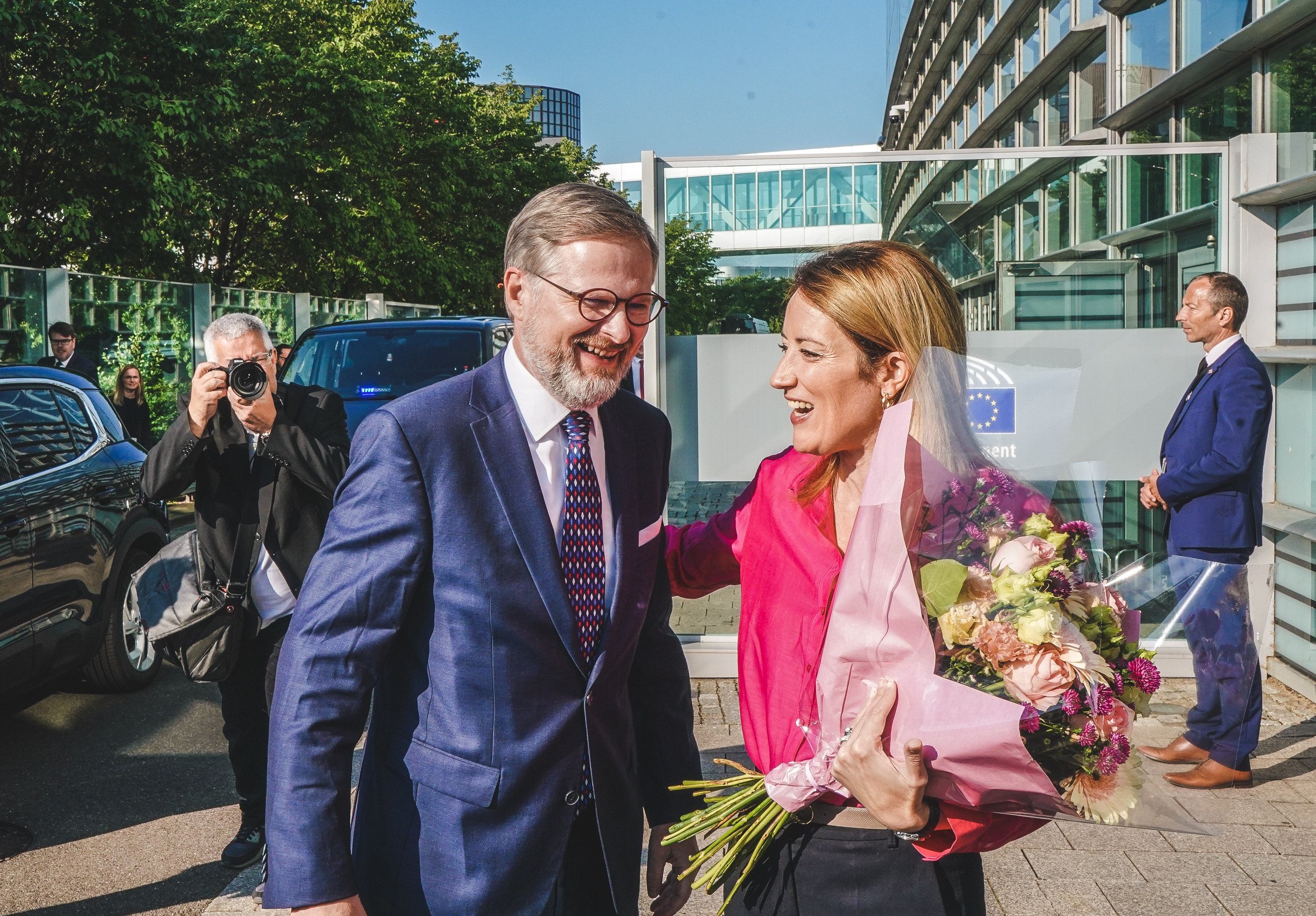
З головою Європейського парламенту Робертою Мецола (2022)